# Протей (міфологія)
Проте́й (дав.-гр. Πρωτεύς) — син Океана (варіант: Посейдона) і Фетіди, морське божество. За епосом, жив на острові Фарос, поблизу Єгипту, пас Посейдонових тюленів, мав дар віщування і здатність перетворюватися в різних тварин і навіть у різноманітні речі. За пізнішою (єгипетською) версією міфу, Протей був одним з найдавніших єгипетських царів, який (за Стесіхором та Еврипідом) відібрав викрадену Єлену, а Парісові залишив тільки її привид. Пізніші містики, передусім орфіки, вважали Протея символом першооснови світу — матерії. Зображували Протея старим дідом.
У переносному значенні Протей — гнучка, багатогранна, здатна до швидких і несподіваних змін людина. На честь міфологічного Протея названий один зі супутників планети Нептун.